# Páros műkorcsolya a 2024. évi téli ifjúsági olimpiai játékokon
A 2024. évi téli ifjúsági olimpiai játékokon a műkorcsolya páros versenyszámának rövid programját január 27-én, a kűrjét (szabadprogram) pedig január 29-én rendezték a Gangneung Ice Arenában.
A győztes a kanadai Annika Behnke, Kole Sauve páros lett, míg a második helyen az amerikai Cayla Smith, Jared McPike duó végzett. A dobogó harmadik fokára a spanyolok párosa, Carolina Campillo és Pau Vilella állhatott fel. A versenyszámban magyar páros nem vett részt.

## Versenynaptár
A versenyszámok eseményei helyi idő szerint (UTC+09:00), zárójelben magyar idő szerint (UTC+01:00) olvashatóak:
| Dátum                     | Időpont                   | Forduló       |
| ------------------------- | ------------------------- | ------------- |
| 2024. január 27., szombat | 13:30-14:01 (05:30-06:01) | Rövid program |
| 2024. január 29., hétfő   | 11:30-12:05 (03:30-04:05) | Szabadprogram |

## Eredmény
| Hely. | Versenyző                                | Nemzet                 | Rövid program | Rövid program                         | Rövid program                         | Rövid program                         | Rövid program | Rövid program | Rövid program | Rövid program | Rövid program | Szabadprogram | Szabadprogram                         | Szabadprogram                         | Szabadprogram                         | Szabadprogram | Szabadprogram | Szabadprogram | Szabadprogram | Szabadprogram | ÖP     |
| Hely. | Versenyző                                | Nemzet                 | R             | A három általános komponens pontszáma | A három általános komponens pontszáma | A három általános komponens pontszáma | PP            | TP            | LV            | H             | P             | R             | A három általános komponens pontszáma | A három általános komponens pontszáma | A három általános komponens pontszáma | PP            | TP            | LV            | H             | P             | ÖP     |
| Hely. | Versenyző                                | Nemzet                 | R             | KG                                    | EM                                    | KK                                    | PP            | TP            | LV            | H             | P             | R             | KG                                    | EM                                    | KK                                    | PP            | TP            | LV            | H             | P             | ÖP     |
| ----- | ---------------------------------------- | ---------------------- | ------------- | ------------------------------------- | ------------------------------------- | ------------------------------------- | ------------- | ------------- | ------------- | ------------- | ------------- | ------------- | ------------------------------------- | ------------------------------------- | ------------------------------------- | ------------- | ------------- | ------------- | ------------- | ------------- | ------ |
| Arany | Annika Behnke Kole Sauve                 | Kanada (CAN)           | 2             | 4,71                                  | 4,43                                  | 4,68                                  | 18,37         | 21,72         | -1,00         | 1.            | 39,09         | 3             | 4,64                                  | 4,54                                  | 4,71                                  | 37,09         | 38,45         | -1,00         | 1.            | 74,54         | 113,63 |
| Ezüst | Cayla Smith Jared McPike                 | Egyesült Államok (USA) | 1             | 4,54                                  | 4,39                                  | 4,29                                  | 17,59         | 19,21         | 0,00          | 2.            | 36,80         | 4             | 4,57                                  | 4,57                                  | 4,39                                  | 36,12         | 25,08         | 0,00          | 3.            | 61,20         | 98,00  |
| Bronz | Carolina Shan Campillo Pau Vilella       | Spanyolország (ESP)    | 4             | 4,07                                  | 3,93                                  | 4,14                                  | 16,15         | 16,37         | -1,00         | 3.            | 31,52         | 2             | 4,36                                  | 4,54                                  | 4,71                                  | 33,74         | 28,77         | 0,00          | 2.            | 62,51         | 94,03  |
| 4.    | Peyton Bellamy-Martins Kryshtof Pradeaux | Ausztrália (AUS)       | 3             | 3,79                                  | 3,50                                  | 3,71                                  | 14,63         | 16,40         | -2,00         | 4.            | 29,03         | 1             | 4,07                                  | 3,89                                  | 4,04                                  | 32,05         | 27,28         | 0,00          | 4.            | 59,33         | 88,36  |

____
Magyarázat:
• R = rajtszám • KG = koreográfia • EM = előadás/kivitelezés • KK = korcsolyázó képesség • PP = a program pontszám • TP = technikai pontszám • LV = pontlevonás • H = helyezés • P = pontszám • ÖP = Összpontszám